# Cristelloporia asperispora
Cristelloporia asperispora är en svampart som beskrevs av Ryvarden & I. Johans. 1980. Cristelloporia asperispora ingår i släktet Cristelloporia och familjen Hydnodontaceae.   Inga underarter finns listade i Catalogue of Life.